# Chassant
Chassant ist ein Ort und eine Gemeinde mit 304 Einwohnern (Stand: 1. Januar 2022) im nordfranzösischen Département Eure-et-Loir in der Region Centre-Val de Loire.

## Lage
Chassant liegt auf dem Südufer des Flüsschens Thironne im Perche gut 40 km südwestlich von Chartres in einer Höhe von ca. 220 m. Nächstgrößere Kleinstadt ist Nogent-le-Rotrou (ca. 20 km westlich). Das Klima ist in hohem Maße vom Meer beeinflusst und deshalb nahezu frostfrei; Regen (ca. 675 mm/Jahr) fällt verteilt übers ganze Jahr.

## Bevölkerungsentwicklung
| Jahr      | 1800 | 1851 | 1901 | 1954 | 1999 | 2017 |
| Einwohner | 185  | 420  | 383  | 304  | 298  | 329  |

Der kontinuierliche Bevölkerungsrückgang seit der Mitte des 19. Jahrhunderts ist im Wesentlichen auf Aufgabe von bäuerlichen Kleinbetrieben sowie auf die Mechanisierung der Landwirtschaft und den damit einhergehenden Verlust von Arbeitsplätzen zurückzuführen.

## Wirtschaft
Chassant war seit jeher eine Landgemeinde mit einem hohen Anteil an Weidewirtschaft. Außerdem spielte die Herstellung und der Verkauf von Holzkohle eine wichtige Rolle für das Überleben der Menschen.

## Sehenswürdigkeiten
- Die romanische, später jedoch mehrfach veränderte Pfarrkirche ist dem hl. Leobinus von Chartres geweiht. Die Mauern des Kirchenschiffs und sein Holzgewölbe mit Zugankern scheinen aus dem 15./16. Jahrhundert zu stammen; die Kirchenfenster wurden damals ebenfalls gotisiert und ein Glockenturm wurde angefügt. Der recht dörflich wirkende und mit einem Altarbild sowie mehreren Schnitzfiguren versehene Lettner stammt aus dem 17. oder 18. Jahrhundert; zwei Türen führen in die dahinter liegende Sakristei.[3][4]
- Unmittelbar an der südlichen Außenwand der Kirche steht das figürlich gestaltete Kriegerdenkmal für die im 1. Weltkrieg gefallenen Soldaten des Ortes.
- In der lokalen mündlichen Überlieferung ist von einer mittelalterlichen Burg (château) die Rede, doch ist davon nichts mehr erhalten.